# Volby do Knesetu 1951
Volby do 2. Knesetu se v Izraeli konaly 30. července 1951. Výsledkem bylo vítězství levice vedené stranou Mapaj Davida Ben Gurion. Volební účast byla 74,3 %.

## Výsledky
| strana                                    | hlasů   | % hlasů | křesel na začátku funkčního období | křesel na konci funkčního období |
| ----------------------------------------- | ------- | ------- | ---------------------------------- | -------------------------------- |
| Mapaj                                     | 256 456 | 37,3    | 45                                 | 47                               |
| Všeobecní sionisté                        | 111 394 | 16,2    | 20                                 | 22                               |
| Mapam                                     | 86 095  | 12,5    | 15                                 | 7                                |
| ha-Po'el ha-Mizrachi                      | 46 347  | 6,8     | 8                                  | 8                                |
| Cherut                                    | 45 651  | 6,6     | 8                                  | 8                                |
| Maki                                      | 27 334  | 4,0     | 5                                  | 7                                |
| Progresivní strana                        | 22 171  | 3,2     | 4                                  | 4                                |
| Demokratická kandidátka izraelských Arabů | 16 370  | 2,0     | 3                                  | 3                                |
| Agudat Jisra'el                           | 13 799  | 2,0     | 3                                  | 3                                |
| Sefardové a orientální komunity           | 12 002  | 1,8     | 2                                  | 0                                |
| Po'alej Agudat Jisra'el                   | 11 194  | 1,6     | 2                                  | 2                                |
| Mizrachi                                  | 10 383  | 1,5     | 2                                  | 2                                |
| Pokrok a práce                            | 8 067   | 1,2     | 1                                  | 1                                |
| Jemenitské sdružení                       | 7 965   | 1,2     | 1                                  | 1                                |
| Zemědělství a rozvoj                      | 7 851   | 1,1     | 1                                  | 1                                |
|                                           |         |         |                                    |                                  |
| Sefardsko-aškenázská jednota              | 4 038   | 0,6     | 0                                  | 0                                |
| Za nové imigranty a svobodné vojáky       | 375     | 0,1     | 0                                  | 0                                |
| Celkem                                    | 687 492 | 100     | 120                                | 120                              |
|                                           |         |         |                                    |                                  |
| Achdut ha-Avoda - Poalej Cijon            | -       | -       | 0                                  | 4                                |
| Si'at smol                                | -       | -       | 0                                  | 0                                |
| Frakce nezávislá na Achdut ha-avoda]      | -       | -       | 0                                  | 0                                |

## Druhý Kneset

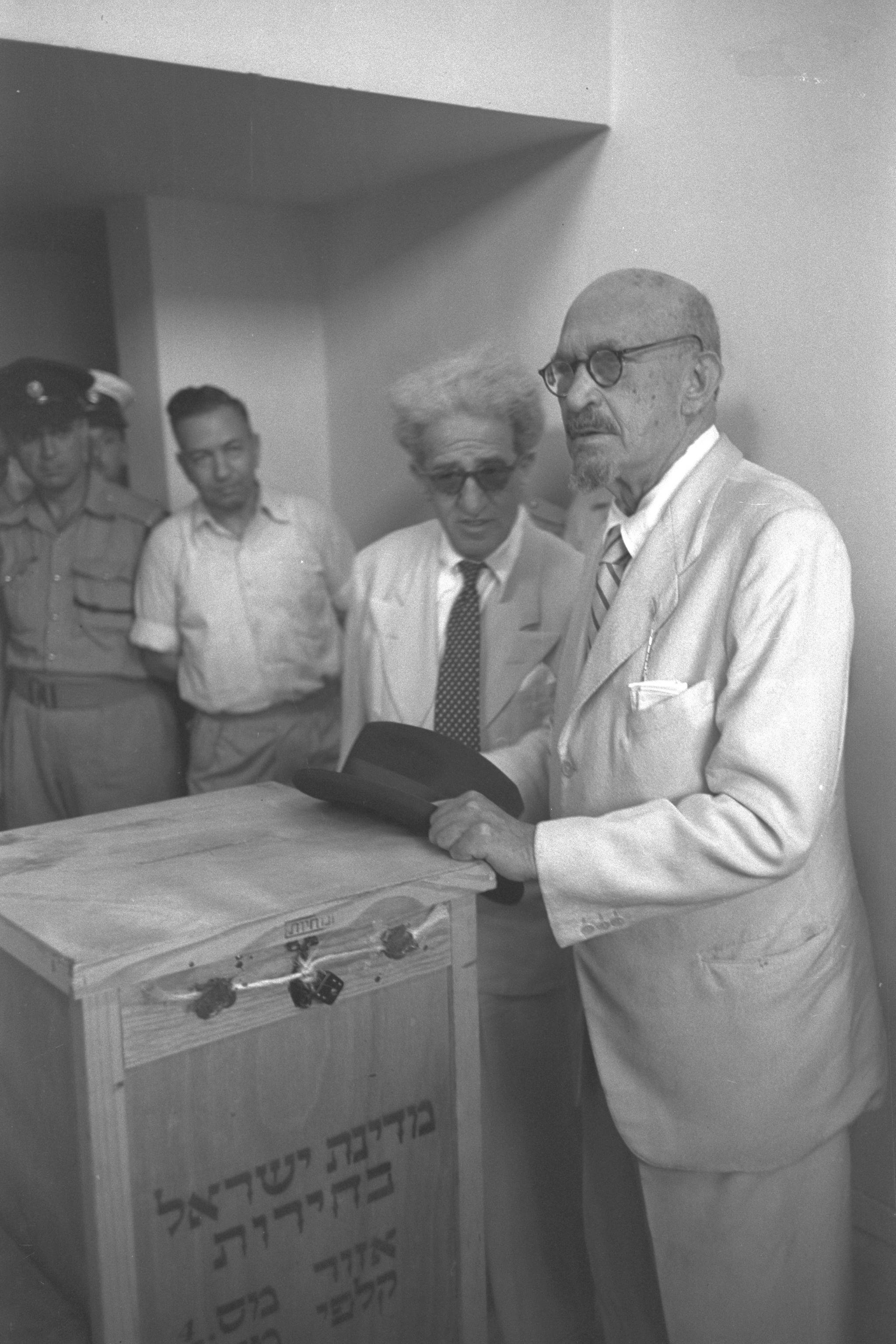
Prezident Chajim Weizmann u voleb

Politická situace během druhého Knesetu byla značně nestabilní. Došlo během něj k výměně čtyř vlád za dvou ministerských předsedů. Obdobně jako v prvním Knesetu byl jejím předsedou Josef Šprincak.

### Třetí vláda

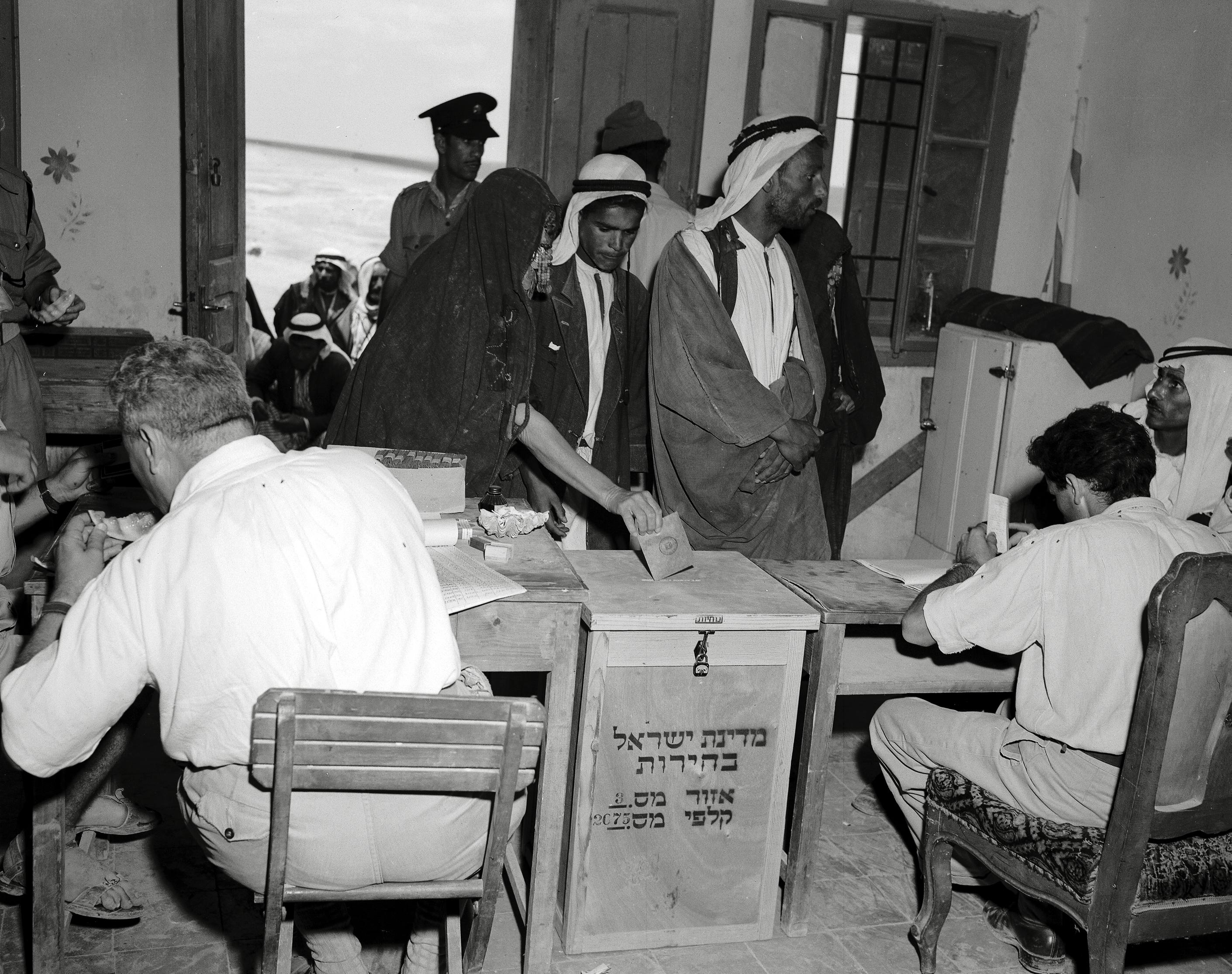
Beduínský muž volí

Druhý Kneset začal ustanovením třetí izraelské vlády pod vedením Davida Ben Guriona (během prvního Knesetu byly celkem dvě vlády) dne 8. října 1951. Jeho strana Mapaj vytvořila koaliční vládu se stranami Mizrachi, ha-Po'el ha-Mizrachi, Agudat Jisra'el, Poalej Agudat Jisra'el a třemi stranami izraelských Arabů (Demokratická kandidátka izraelských Arabů, Pokrok a práce a Zemědělství a rozvoj). Počet ministrů byl stejný jako v prvním Knesetu, tj. 15. Vláda rezignovala 19. prosince 1952 v důsledku sporu s náboženskými stranami nad náboženským vzděláním.

### Čtvrtá vláda
Čtvrtou vládu vytvořil Ben Gurion 24. prosince 1952 tak, že ultraortodoxní strany (Agudat Jisra'el a Poalej Agudat Jisra'el) nahradil Všeobecnými sionisty a Progresivní stranou. Nová vláda měla 14 ministrů. Dne 6. prosince 1953 Ben Gurion rezignoval a odstěhoval se do kibucu Sde Boker v Negevu.

### Pátá vláda
Pátou vládu vytvořil 26. ledna 1954 Moše Šaret se stejnými koaličními partnery a ministry. Šaret rezignoval 29. ledna 1955, když se Všeobecní sionisté odmítli zdržet hlasování při hlasování o nedůvěře vládě, vyvolaném stranami Cherut a Maki kvůli vládnímu postoji k soudu s Malchielem Gruenwaldem, který obvinil Rudolf Kastnera ze spolupráce s nacisty během druhé světové války.

### Šestá vláda
Šestou vládu vytvořil 29. června 1955 opět Šaret. Z vládní koalice vyloučil Všeobecné sionisty a Progresivní strany a snížil tak počet ministrů na 12. Nová vláda však nevládla dlouho, neboť parlamentní volby se konaly již 26. července téhož roku.